# Cuenca de Iullemmeden

Cuenca de Iullemmeden en África Occidental.

Cuencas de África Occidental

La cuenca de Iullemmeden o de Uellemeden, a veces llamada cuenca de Azawad, es la mayor cuenca interior subsahariana en África Occidental. Se extiende alrededor de 1.000 km de norte a sur y 800 km de este a oeste y ocupa una superficie de alrededor de 400.626.000 km²(en algunas fuentes hasta 620.000 km²). Cubre el oeste de Níger y porciones de Argelia, Mali, Benín y Nigeria.
Recibe este nombre por el pueblo tuareg de los iullemmeden, que viven en la región occidental de Níger, cuyo marco geográfico coincide con la región de Azawad. Se cree que empezó a subsidir en el periodo permo-triásico, y a finales de Cretácico y el Paleógeno empezó a hundirse y llenarse de sedimentos. La recorren dos fallas de NNE a SSW en el centro, y una falla WSW-ENE al nordeste, cerca del Air. Durante el Cámbrico y el Pleistoceno se llenó con sedimentos que alcanzan un grosor de 1500 a 2000 m, con capas alternadas de cuando estaba por encima y por debajo del nivel del mar. Destacan los depósitos de uranio, así como de cobre, carbón y sal.

## Acuífero
Iuellemmeden encierra el cuarto acuífero transfronterizo más importante del África subsahariana, después del Sistema acuífero de piedra arenisca de Nubia (más de 2 millones de km²), el sistema de acuíferos de la cuenca del lago Chad o Hamadiana (más de 2 millones de km²), y el Acuífero Continental Intercalar (1 millón de km²).
La IB (Iullemmeden Basin), con una capacidad estimada de 250-550 km³, se encuentra tanto en zonas del Sahara como del Sahel, donde el gradiente de lluvias disminuye hacia el norte al mismo tiempo que aumenta el de la evapotranspiración. La vegetación pasa de estar dominada por arbustos y cultivos de mijo y sorgo en el sur a solo existir en los valles donde hay poblaciones, y la población disminuye hacia el norte y hacia el oeste, desde 150 hab/km² hasta menos de 2 hab/km².